# Муса Мохаммед Абу Марзук
Муса Мохаммед Абу Марзук (араб. موسى محمد أبو مرزوق; народився 9 січня 1951) — палестинський високопоставлений член ХАМАС.

## Молодість і освіта
Батьки Марзука походили з Ібелін, що входила до складу підмандатної Палестини (нині Явне, Ізраїль). Вони стали біженцями через арабо-ізраїльську війну 1948 року і були змушені переїхати до табору Рафах у секторі Газа. Марзук народився там 9 січня 1951 року. Він закінчив середню школу в Газі, вивчав інженерію в Каїрі до 1976 року, а потім шукав роботу в регіоні Перської затоки. Пізніше він продовжив освіту в США, здобувши ступінь магістра з управління будівництвом в Університеті штату Колорадо і ступінь доктора в галузі промислового інжинірингу в Луїзіанському технічному університеті.

## ХАМАС
Марзук займається ісламською політичною діяльністю з 1968 року. У 1989 році він відіграв ключову роль у реорганізації Хамасу після масових арештів його членів. Ізраїльський журналіст Шломі Ельдар приписує Абу Марзуку навички фандрейзингу та його зв'язки з донорами в Європі та США зміцненню організації та розширенню її інфраструктури в Газі, що включала програми соціальних послуг. Ізраїль стверджує, що деякі з цих коштів були використані для нападів на Ізраїль, що Абу Марзук заперечує. У 1992 році Абу Марзук був обраний першим головою політбюро ХАМАС, а з 1997 року обіймає посаду заступника голови політбюро ХАМАС. Крім того, Марзук є засновником Ісламської асоціації Палестини.

## Арешт
В середині 1990-х років Марзук був заарештований в аеропорту Кеннеді в США, але жодних офіційних звинувачень проти нього не було висунуто. Через два місяці Ізраїль звернувся до США з проханням про його екстрадицію. Наступні два роки Марзук, якого представляв Стенлі Л. Коен, боровся за свою справу в суді. Зрештою, рішення було прийнято на користь екстрадиції, але Ізраїль відкликав свій запит. Оскільки формальних звинувачень проти нього не було, Сполучені Штати відпустили його. Однак вони не хотіли, щоб він залишався, тому звернулися до кількох арабських країн з проханням надати Марзуку посвідку на проживання. Усі вони відмовили, окрім Йорданії, яка, як повідомляється, погодилася під тиском США. Коен продовжує бути юридичним представником Марзука. 